# Abdullah Barghouti
Abdullah Ghaleb Barghouti (em árabe: عبد الله البرغوثي, nascido em 1979) é um comandante palestino líder no braço armado do Hamas, as Brigadas Izz al-Din al-Qassam, na Cisjordânia. Ele também foi um dos principais fabricantes de bombas da organização. Barghouti cumpre atualmente 67 penas de prisão perpétua na prisão israelense.

## Biografia
Barghouti vem de uma família de grande influência na região do clã Barghouti localizado na cidade de Ramala, na Cisjordânia. Sua família é da cidade de Beit Rima. Barghouti nasceu no Kuwait em 1979. Ele é parente de Marwan Barghouti.

## Hamas
Em 1999, Barghouti viajou para a Cisjordânia, onde anos depois se juntou ao grupo paramilitar conhecido pela organização terrorista por muitos países inclusive Estados Unidos o Hamas.
Ele é considerado pela Ynet como o engenheiro do Hamas,  e projetou e produziu armas para inúmeros ataques contra civis israelenses. Entre os ataques em que esteve envolvido estar o atentado suicida no restaurante Sbarro, o atentado suicida duplo no calçadão Ben Yehuda, o atentado ao Café Moment, o atentado a bomba em Rishon LeZion em 2002, o atentado à Universidade Hebraica e tentativa de bombardeio e um ataque aos trilhos da ferrovia em Tel Aviv, na qual ele pessoalmente lançou a carga de bombas. Um total de 66 israelenses foram mortos e 500 feridos em ataques nos quais Barghouti esteve envolvido.
No final de 2001, Barghouti foi preso pelas Forças de Segurança Preventiva da Autoridade Palestina por ordem do falecido presidente palestino Yasser Arafat por envolvimento no atentado ao restaurante Sbarro. Após a deterioração das relações entre a Yasser Arafat e Israel em janeiro de 2002, o líder da Fatah, Marwan Barghouti, pressionou Jibril Rajoub, chefe das forças de segurança, para libertar Abdullah Barghouti. Ele voltou às atividades do Hamas.

## Prisão
Barghouti foi preso pelo serviço de segurança israelense Shabak em março de 2003. Um tribunal militar israelense o condenou a 67 penas de prisão perpétua mais 5.200 anos de prisão. A sentença foi a mais longa proferida na história de Israel. Barghouti está encarcerado na prisão de Gilboa, perto de Bete-Seã. Ele é mantido em isolamento e não tem permissão para visitas familiares.

O governo israelita recusou-se a libertar Barghouti no âmbito de uma troca de prisioneiros, como o do soldado Gilad Shalit, capturado pelo grupo terrorista Hamas em 2011. As autoridades palestinianas pagaram a Barghouti uma pensão durante a sua prisão.